# Bill Woodrow

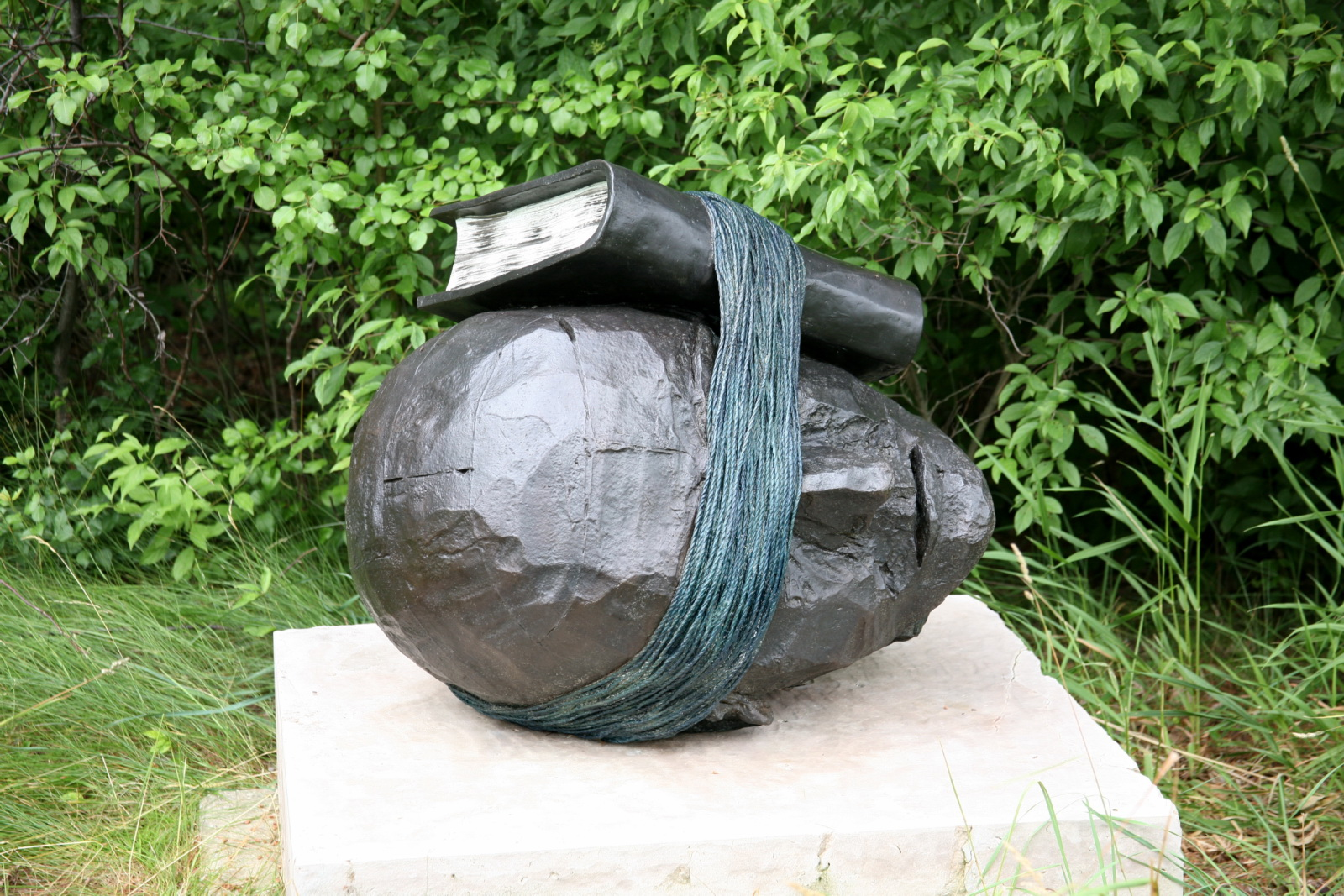
Listening to history, 1995

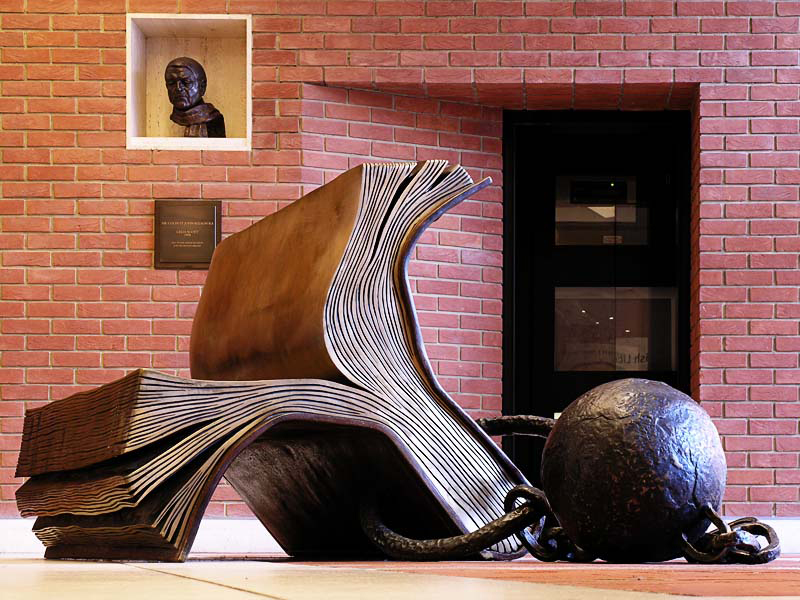
Sitting on History in de British Library

Bill Woodrow (Henley-on-Thames, 1 november 1948) is een Engelse beeldhouwer en tekenaar.

## Leven en werk
Woodrow bezocht van 1967 tot 1968 de Winchester School of Art en van 1968 tot 1971 de kunstacademie St. Martin's School of Art (nu bekend als Central Saint Martins College of Art and Design) in Londen. Hij sloot zijn studie af van 1971 tot 1972 aan de Chelsea School of Art. Hij was een leerling van Anthony Caro en zijn medestudenten waren onder meer Tony Cragg en Richard Deacon. Zijn eerste expositie vond plaats in de 1971 in de Whitechapel Art Gallery in Londen.
Tot laat in de jaren tachtig werkte Woodrow voornamelijk met gevonden materialen (objets trouvé), onderdelen van auto's en weggegooid meubilair. Later paste hij ook industriële producten toe en ging hij werken met staal. Ten slotte wendde hij zich in de jaren negentig tot het bronsgieten.
Woodrow vertegenwoordigde Engeland bij de Biënnale van São Paulo in 1983 en 1991 en hij werd uitgenodigd voor documenta 8 van 1987 in het Duitse Kassel. In 1986 was hij finalist van de Turner Prize. Tweemaal wijdde Tate Modern in Londen een tentoonstelling aan zijn werk, in 1988 en in 2000.
In 2000 behoorde hij tot de eerste kunstenaars, die een werk mocht tentoonstellen op de zogenaamde Fourth Plinth op Trafalgar Square in Londen. Hij toonde van 2000 tot 2001 zijn werk Regardless of History. Sinds 2002 is hij lid van de Royal Academy of Arts. De kunstenaar woont en werkt in Londen.

## Werken (selectie)
- Bunker/Mule (1995) aan het stand van Blåvand
- Listening to History (1995) in beeldenpark Frederik Meijer Gardens and Sculpture Park in Grand Rapids (Michigan)
- Twin Tub with guitar (1981) in Tate Modern in Londen
- Regardless of History in beeldenpark van de Cass Sculpture Foundation in Goodwood (West Sussex)
- Sitting on History, Jesus College Universiteit van Cambridge in Cambridge